# 대구보명학교
대구보명학교(大邱保明學校)는 대구광역시 남구에 있는 사립 특수학교이다. 지적장애 학생을 위한 특수교육기관으로 초등부, 중학부, 고등부, 전공과를 두고 있다
아 정 씨 .

## 역사
- 1966. 12. 26 설립인가(초등학교 과정 12학급)
- 1967. 03. 01 초대 교장 이상춘 취임
- 1967. 04. 29 개교 및 입학식
- 1973. 02. 17 중학교 과정 설치인가
- 1980. 03. 01 제2대 교장 원명욱 취임
- 1980. 06. 28 고등학교 과정 설치인가
- 1986. 11. 15 제3대 교장 류상덕 취임
- 1988. 02. 23 유치부 과정 설치인가
- 1992. 03. 01 제4대 교장 신상식 취임
- 1996. 03. 01 제5대 교장 조병수 취임
- 1997. 09. 01 제6대 교장 이수창 취임
- 2003. 09. 01 제7대 교장 추인수 취임
- 2004. 01. 27 교사(校舍) 이전
- 2007. 12. 14 운동장 준공식
- 2007. 11. 01 제8대 교장 최미지 취임
- 2009. 09. 01 제9대 교장 박종화 취임
- 2009. 11. 10 전공과 과정 1학급 설치인가
- 2009. 12. 29 오호츠카(일본 츠쿠바대 부속) 특수지원학교와 자매 결연거짓
- 2010. 10. 06 전공과 과정 1학급 증설(1년제 학급)
- 2010. 12. 10 특수학교 학교기업형 직업훈련실 개관
- 2011. 04. 07 학교기업‘성산’ 사업자등록
- 2014. 11. 11 전공과 과정 2년제 증설(1년제 1학급, 2년제 2학급)
- 2015. 03. 01 제11대 교장 김상선 취임